# Mistrzostwo Polski 1925
Il Mistrzostwo Polski 1925 è stata la 5ª edizione del Campionato polacco di calcio e vide la vittoria finale del Pogoń Lwów.

## Gruppo Nord
| Pos. | Squadra        | G | Punti | V | N | P | GF | GS |
| ---- | -------------- | - | ----- | - | - | - | -- | -- |
| 1.   | Warta Poznań   | 4 | 6     | 3 | 0 | 1 | 11 | 6  |
| 2.   | TKS Toruń      | 4 | 4     | 2 | 0 | 2 | 7  | 7  |
| 3.   | Polonia Warsaw | 4 | 2     | 1 | 0 | 3 | 5  | 10 |

G = Partite giocate; V = Vittorie; N = Nulle/Pareggi; P = Perse; GF = Goal fatti; GS = Goal subiti; 

## Gruppo Est
| Pos. | Squadra            | G | Punti | V | N | P | GF | GS |
| ---- | ------------------ | - | ----- | - | - | - | -- | -- |
| 1.   | Pogoń Lwów         | 4 | 8     | 4 | 0 | 0 | 12 | 1  |
| 2.   | Pogoń Wilno        | 4 | 2     | 1 | 0 | 3 | 5  | 11 |
| 3.   | Lublinianka Lublin | 4 | 2     | 1 | 0 | 3 | 3  | 8  |

G = Partite giocate; V = Vittorie; N = Nulle/Pareggi; P = Perse; GF = Goal fatti; GS = Goal subiti; 

## Gruppo Sud
| Pos. | Squadra            | G | Punti | V | N | P | GF | GS |
| ---- | ------------------ | - | ----- | - | - | - | -- | -- |
| 1.   | Wisła Kraków       | 4 | 6     | 3 | 0 | 1 | 10 | 3  |
| 2.   | ŁKS Łódź           | 4 | 6     | 3 | 0 | 1 | 9  | 4  |
| 3.   | AKS Królewska Huta | 4 | 0     | 0 | 0 | 4 | 0  | 12 |

G = Partite giocate; V = Vittorie; N = Nulle/Pareggi; P = Perse; GF = Goal fatti; GS = Goal subiti; 

## Gruppo finale
| Pos. | Squadra      | G | Punti | V | N | P | GF | GS |
| ---- | ------------ | - | ----- | - | - | - | -- | -- |
| 1.   | Pogoń Lwów   | 4 | 7     | 3 | 1 | 0 | 8  | 3  |
| 2.   | Warta Poznań | 4 | 3     | 1 | 1 | 2 | 5  | 12 |
| 3.   | Wisła Kraków | 4 | 2     | 1 | 0 | 3 | 6  | 4  |

G = Partite giocate; V = Vittorie; N = Nulle/Pareggi; P = Perse; GF = Goal fatti; GS = Goal subiti; 